# 熊坂賢次
熊坂 賢次（くまさか けんじ、1947年1月28日 - ）は、日本の社会学者。慶應義塾大学名誉教授。

## 略歴
東京都出身。早稲田高等学校、1969年早稲田大学政治経済学部卒業。1976年慶應義塾大学大学院社会学研究科博士課程修了。
1979年日本大学農獣医学部専任講師。1990年慶應義塾大学環境情報学部助教授、1994年教授、2001年学部長、2012年名誉教授。
ソフトピアジャパン理事長などを歴任。

## 著書

### 共編著
- （孫福弘, 小島朋之）『未来を創る大学』（慶應義塾大学出版会, 2004年）
- （宮台真司, 公文俊平）『社会システム理論』（慶應義塾大学出版会, 2011年）